# En för alla ingen för nån
En för alla ingen för nån är ett album av punkbandet Asta Kask. Släpptes 15 november 2006. Låten Precis som far har även släppts på singel tillsammans med b-sidan Lilla Frida. Detta är bandets första studioalbum sedan Aldrig en CD kom 1986. Första albumet med den nye trummisen Dadde.

## Låtlista
| Nr  | Titel                      | Längd | Notering        |
| --- | -------------------------- | ----- | --------------- |
| 1.  | Än finns det hopp          | 2:44  |                 |
| 2.  | Till vilket pris som helst | 2:33  |                 |
| 3.  | Vill inte va med           | 2:47  |                 |
| 4.  | Ett liv på kredit          | 2:25  |                 |
| 5.  | Din frihet är din grav     | 1:51  |                 |
| 6.  | €uropéer                   | 2:14  |                 |
| 7.  | Precis som far             | 2:29  | Även som singel |
| 8.  | Man vet vad man har        | 2:42  |                 |
| 9.  | Patriarkatet               | 3:08  |                 |
| 10. | Apan                       | 1:29  |                 |
| 11. | Jag mot allt               | 2:58  |                 |
| 12. | Med facit i hand           | 2:50  |                 |